# Дружина (шлюб)

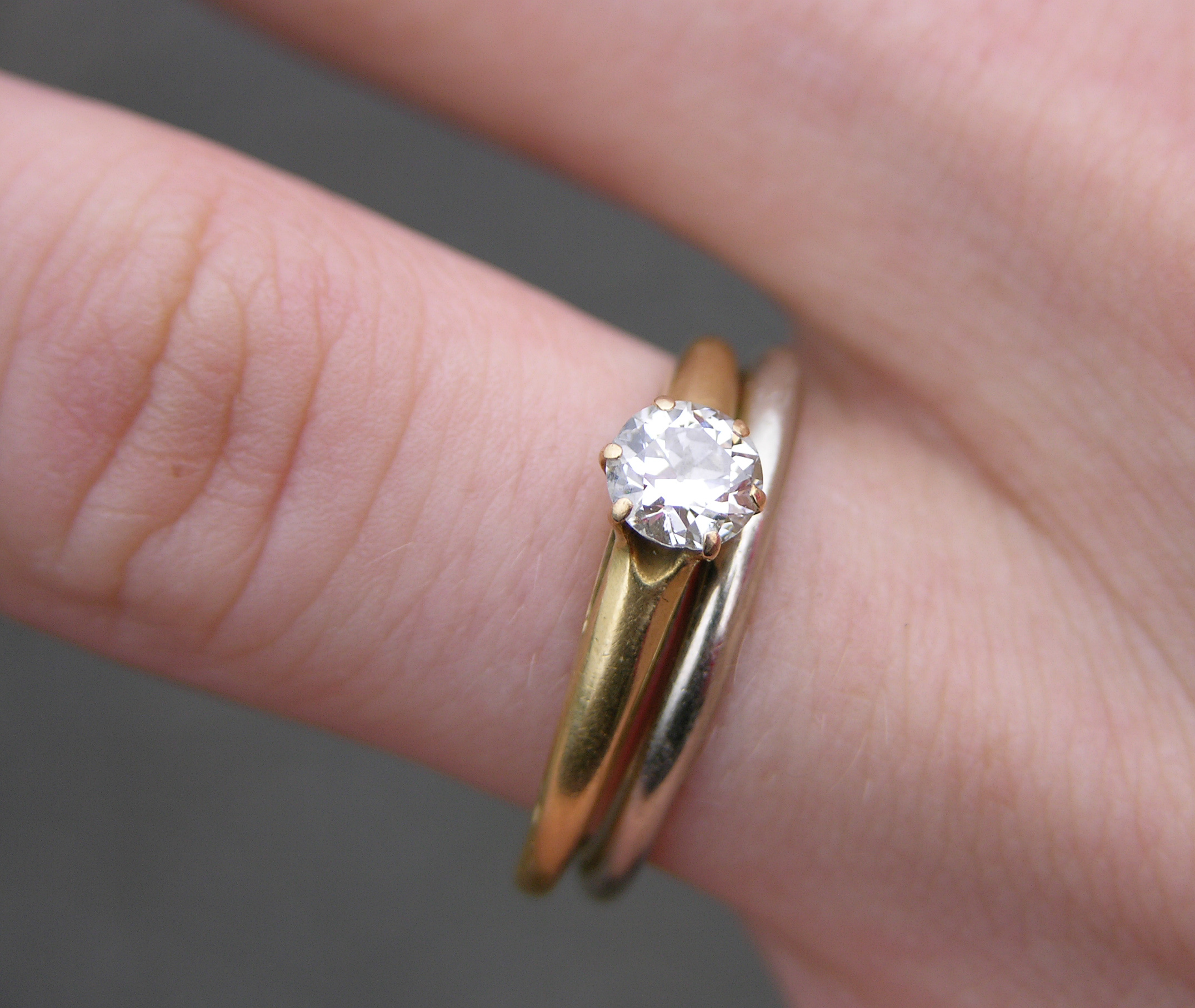
Заручальний перстень та обручка, що символізують заручини та шлюб у багатьох культурах, на пальці жінки

Дружи́на, також жі́нка, нар.-поет. жона́ — одружена жінка, партнерка у шлюбі. В Україні дружина і чоловік мають визначені законом рівні права й обов'язки у сімейних стосунках, шлюбі та сім'ї. Жінка може носити обручку, щоби продемонструвати статус дружини.
Роль дружин, що її отримували жінки протягом історії, передбачала певні роль та статус у суспільстві.

## Етимологія
Слово «дружина» походить від праслов'янського *družina.

## Шлюбне прізвище
Історично жінки, одружуючись, відмовлялися від свого прізвища і приймали чоловікове, яке носили і народжені ними діти. В різних культурах існують також звичаї брати чоловікові прізвище дружини, утворювати подвійне чи залишатися на дошлюбних прізвищах.

## Права дружини
Бували періоди в історії, коли одружені жінки Європи мали менше прав, ніж неодружені жінки та вдови, вважаючись неповносправними та офіційно знаходячись під опікою чоловіка (ковертюра): так, вони не могли розпоряджатись власною спадщиною, майном та заробленими грошима, мати право опіки над своїми дітьми, укладати договори тощо. З цими обмеженнями боровся суфражистський рух.

### Україна
Законодавство України передбачає дружині такі права:
1. Дружина має право на материнство.
2. Дружина має право на утримання чоловіком під час вагітності.
3. Дружина, з якою проживає дитина, має право на утримання чоловіком — батьком дитини до досягнення дитиною трьох років.
4. Якщо дитина має вади фізичного або психічного розвитку, дружина, з якою проживає дитина, має право на утримання чоловіком до досягнення дитиною шести років.
5. Право на утримання — вагітна дружина, а також дружина, з якою проживає дитина, має незалежно від того, чи вона працює, та незалежно від її матеріального становища, за умови, що чоловік може надавати матеріальну допомогу.
6. Аліменти, присуджені дружині під час вагітності, сплачуються після народження дитини без додаткового рішення суду.
7. Право на утримання — вагітна дружина, а також дружина, з якою проживає дитина, має і в разі розірвання шлюбу.

## Одяг
В ряді ісламських країн та культур одружені жінки мусять носити спеціальний одяг, що закриває голову чи й обличчя (хіджаб, паранджа, нікаб). За появу на вулиці без нього жінку можуть стратити. Ці консервативні традиції, подекуди подолані історичним прогресом, жорстко відродив Талібан.

## В релігіях
Авраамічні релігії традиційно ставлять жінок нижче від чоловіків та підпорядковують дружин у гетеросексуальному шлюбі.

#### Християнство
Християнська культура керується Новим Заповітом щодо становища дружини в суспільстві і шлюбі. Новий Заповіт засуджує розлучення для чоловіків і жінок, але дозволяє чоловічу моногамію. Новий Заповіт не має жодної інформації про права власності дружин, які на практиці визначали світські закони. До кінця ХХ століття жінки деяких регіонів не могли в подати в суд на чоловіка, який позбавив їх цноти поза шлюбом. Якщо жінка не хотіла одружуватися, вона могла стати черницею в монастирі, «нареченою Христовою» — тоді її сексуальна безпека і економічне виживання були захищені.

#### Іслам
Дружини, як і жінки загалом, мають в ісламі розширений ряд обов'язків та значно звужені права. Шлюб укладається на основі шлюбного контракту. Хоча примус жінки до шлюбу строго заборонений, його практикують багато неосвічених мусульман. Шлюб за домовленістю відносно часто зустрічається в традиціоналістських сім'ях, в мусульманських країнах або в іммігрантів першого чи другого покоління.
Дружини в Ісламі зобов'язані носити хіджаб, що варіюється від накидки на волосся до повного закриття тіла (нікаб) залежно від культури країни. Чоловік має платити махр нареченій, схожий на частину спадщини.
Традиційно дружина в ісламі розглядається як захищена та цнотлива жінка, зобов'язана виховувати дітей, нове покоління мусульман. В ісламі настійно рекомендується, щоб дружина залишалася вдома, хоча вона може володіти власністю чи працювати. Чоловік зобов'язаний витрачати на всі потреби дружини, а вона не зобов'язана витрачати, навіть якщо має статки.
Загалом мусульманські одружені жінки не дуже відрізняються від неодружених. Жіночі обручки стали популярними лише в останні 30 років через вплив західної культури.

#### Індуїзм
В індо-арійських мовах дружина (Патні) означає жінку, яка розділяє все в цьому світі з чоловіком, і він робить те ж саме, включаючи її ідентичність. Ідеальні рішення приймаються у взаємній згоді. Дружина, як правило, бере на себе родинні обов'язки, найчастіше — здоров'я сім'ї, освіту дітей, потреби батьків.
Більшість індуїстських шлюбів — традиційні та договірні, тобто обирати чоловіка жінки та дівчата не мають права. Після того, як батьки знаходять підходящу сім'ю (за кастою, культурою чи фінансовим становищем), хлопчик і дівчинка бачаться і розмовляють, щоб вирішити остаточний результат. Останнім часом західна культура істотно вплинула, і нові покоління значно більш схильні до одружень за власним вибором.
Індійське право визнає зґвалтування, сексуальне, емоційне чи вербальне насильство проти жінки з боку чоловіка злочинами. В індуїзмі жінка або чоловік можуть одружитися, але мати тільки одного партнера/партнерку.
В Індії жінки можуть носити яскраво-червону цятку на чолі (бінді, тілака) на знак свого шлюбного статусу.

## Насильство проти дружин
- Дитячі шлюби є договірними, укладаються батьками між дівчинкою та сином обраної родини або між дорослим чоловіком і неповнолітньою без її згоди, часто без знайомства з чоловіком. Призводять до травм статевих шляхів, ранніх вагітностей та материнської смертності неповнолітніх у країнах, де поширені.
- Шлюб через викрадення, часто поєднане зі зґвалтуванням, практикується, наприклад, у Казахстані (хоча офіційно це є незаконним): дівчину чи молоду жінку раптово викрадає залицяльник і незалежно від того, згвалтували її чи ні, родина часто відмовляється прийняти її назад, аргументуючи це «честю».
- Зґвалтування у шлюбі — це секс із дружиною без її згоди. Часто разом з іншим сексуальним, психологічним, Зґвалтування законної дружини протягом історії не було і в більшості країн досі не є предметом кримінального розгляду, тому масштаби явища досліджені слабко.
- Домашнє насильство також є гендерним (більшість кривдників — чоловіки, більшість постраждалих — жінки), поширене в усьому світі і включає, як правило, кілька взаємно пов'язаних видів насильства: фізичне (побої, штурхани, обмеження пересування, депривацію сну і відпочинку), психологічне (переслідування, залякування, газлайтинг), економічне та сексуальне насильство та домагання. Основою домашнього насильства є аб'юзивні стосунки. Домашнє насильство характерне і для лесбійських пар.
- Обливання кислотою жінок за «непослух», відмову в стосунках і укладенні шлюбу, виданні приданого, поширене в Бангладеш, Пакистані, Індії та Середній Азії загалом.
- Вбивство честі, також у варіанті пакистанського ритуалу каро-карі, це вбиство жінок, зокрема дружин, їх власною родиною у випадку підозр у «моральності» жінки: якщо її зґвалтували, запідозрили у подружній зраді, якщо вона порушує прийняті норми поведінки, висловлює несхвальні погляди, намагається здобути заборонену освіту тощо.
- Ритуал саті передбачає спалення вдів після смерті чоловіка.

## Шлюбні обряди дружин
Весілля для молодої жінки в традиційних культурах позначало перехід між соціальними та тілесними станами, соціально-віковими групами, способами життя та заняттями. Дружина в більшості культур мусить покинути сім'ю та дім, дівочі ремесла, коло спілкування, і присвятити себе ролям матері, невістки та робітниці в домі чоловіка. Також зі шлюбом пов'язувалось легітимне сексуальне життя жінки: дефлорація, статевий акт, вагітність, пологи, годування груддю, материнство. Розмаїті весільні ритуали та пісні покликані пояснити, метафорично супроводити та магічно оформити цей перехід.

## Свояцтво
Пов'язані з дружиною терміни свояцтва:
- Вуйна — дружина материного брата
- Діверка чи ятрівка — дружина дівера
- Дядина — дружина дядька
- Братова́ — дружина брата
- Невістка — дружина сина, брата, свояка або дівера
- Синова́ — діалектне позначення дружини сина[9]
- Стрийна — дружина батькового брата
- Шва́ґрова — у діалектах позначення дружини брата[10]